# John Craxton
John Craxton (* 3. Oktober 1922 in London; † 17. November 2009 ebenda) war ein englischer Maler.

## Leben
Der Sohn des Komponisten und Pianisten Harold Craxton und Bruder der Oboistin Janet Craxton begann 1939 ein Studium an der Académie de la Grande Chaumière, das jedoch durch den Beginn des Zweiten Weltkriegs unterbrochen wurde. Er studierte dann in London an der Westminster Art School und am Goldsmiths College, wo er den gleichaltrigen Maler Lucian Freud und den älteren Graham Sutherland kennen, der mit ihm 1943–44 in Pembrokeshire malte.
1944 hatte Craxton seine erste bedeutende Einzelausstellung in den Leicester Galleries und erhielt den Auftrag zur Illustration der von Geoffrey Grigson zusammengestellten Lyriksammlung The Poet’s Eye, für die er 16 Lithographien schuf. Nach dem Krieg reiste er nach Paris (wo er Pablo Picasso kennenlernte) und in die Schweiz und arbeitete 1946–47 mit Freud auf Poros in Griechenland.
1951 erhielt er von Frederick Ashton den Auftrag, für seine Choreographie des Balletts Daphnis and Chloë an der Covent Garden Opera (mit Margot Fonteyn und Michael Somes) die Kostüme und Bühnenbilder zu entwerfen. Für eine Aufführung des Royal Ballet
zum 100. Geburtstag Ashtons 2004 rekonstruierte er die inzwischen verlorengangenen Entwürfe aus dem Gedächtnis. Ein weiteres Kostüm- und Bühnenbild entwarf er für eine Aufführung von Igor Strawinskis Apollo am Royal Opera House 1968.
Nach einer gemeinsamen Ausstellung mit Freud in E. L. T. Mesens’ London Gallery hatte Craxton in den 1950er und 1960er Jahren zahlreiche Einzelausstellungen, darunter sechs in den Leicester Galleries und eine Retrospektive 1967 in der Whitechapel Art Gallery. Seit 1960 lebte er in Chania auf Kreta, kehrte aber regelmäßig in das Haus seiner Familie nach London zurück. 1993 wurde er in die Royal Academy of Arts gewählt.
Vorrangig trat Craxton als Landschafts- und Porträtmaler hervor. Stilistisch zeigte er sich von der byzantinischen Malerei und der Landschaftsmalerei des 19. Jahrhunderts ebenso beeinflusst wie vom zeitgenössischen Kubismus, seinem älteren Freund Sutherland und dem griechischen Maler Nicolas Ghika. Werke Craxtons finden sich in den Sammlungen der Scottish National Gallery in Edinburgh, der Britten-Pears Foundation in Aldeburgh sowie der Royal Academy of Arts, der National Portrait Gallery und der Tate Gallery in London.